# Sammy Kitwara
Sammy Kirop Kitwara (ur. 26 listopada 1986 w Sagat w prowincji Rift Valley) – kenijski lekkoatleta specjalizujący się w biegach długodystansowych.
W 2009 roku został mistrzem Kenii w biegu na 10 000 metrów, uzyskując tym samym prawo startu w mistrzostwach świata. Kitwara, podobnie jak wicemistrz kraju Gideon Ngatuny, został jednak wycofany ze składu reprezentacji przez krajową federację z powodu udziału w komercyjnych biegach ulicznych, co było złamaniem warunków postawionych przez kenijski związek lekkoatletyczny.
W marcu 2019 w jego organizmie wykryto niedozwolone środki dopingujące (terbutalina), za co AIU ukarała go 16-miesięczną dyskwalifikacją.

## Osiągnięcia
| Rok  | Impreza                           | Miejsce    | Konkurencja   | Lokata      | Wynik   |
| ---- | --------------------------------- | ---------- | ------------- | ----------- | ------- |
| 2009 | Mistrzostwa świata w półmaratonie | Birmingham | indywidualnie | 10. miejsce | 1:01:59 |
| 2010 | Mistrzostwa świata w półmaratonie | Nanning    | indywidualnie | 3. miejsce  | 1:00:22 |
| 2010 | Mistrzostwa świata w półmaratonie | Nanning    | drużynowo     | 1. miejsce  |         |

## Rekordy życiowe
- Bieg na 10 kilometrów – 27:11 (2010)
- Półmaraton – 58:48 (2011)
- Maraton – 2:04:28 (2014)